# Hans Gilgen
Hans Gilgen (* 16. September 1906 in Rüschegg; † 20. September 1980 in Spiez) war ein Schweizer Radrennfahrer.
Er war Mitglied des Veloclubs Basilisk und fünffacher Schweizer Meister: Viermal – in den Jahren 1931, 1935, 1936 und 1938 – war er nationaler Meister der Steher, 1934 wurde er Schweizer Strassenmeister. 1928 startete er bei den Olympischen Sommerspielen in Amsterdam in der Mannschaftsverfolgung.